# Palais des ducs de Medina Sidonia
Le palais des ducs de Medina Sidonia est situé dans la ville espagnole de Sanlúcar de Barrameda, dans la province andalouse de Cadix. Il fait partie de l'Ensemble historique-artistique de Sanlúcar de Barrameda, déclaré comme tel en 1973. Le palais a été déclaré Monument Historique-Artistique en 1978.

## Histoire
Il a été construit en style Renaissance par la Maison de Medina Sidonia (es) au XVIe siècle, sur la structure de ce qui semblait être un ancien ribat ou alcazar andalusí du XIIe siècle. Il est aujourd'hui le siège de la Fondation Casa Medina Sidonia (es).
Dans sa création et construction sont intervenus, entre autres, Alonso de Vandelvira, Juan d'Oviedo et Domenico Fontana, dont les créations se mêlent avec les lignes mudéjares de l'ancienne construction. Le jardin, entouré de murailles médiévales, a été dessiné par Giovanni Pannini, un paysagiste italien qui a combiné des fontaines et des statues avec des haies de fusain. Outre le jardin, le palais a un bois de 5 000 m2.
Au sein de ses plus de 4 500 m2 est conservée une importante collection d’œuvres d'art propriété de la maison ducale. Parmi elles se trouvent les peintures de l'école espagnole du XVIIe siècle (Pantoja de la Cruz, Murillo, Zurbarán, Juan de Roulas, etc.), les œuvres de Goya, une importante collection de tapisseries flamandes et de nombreux meubles des XVIe et XXe siècles.

## Archives
Le palais abrite les Archives de la Maison Medina-Sidonia (es) qui, de par leur taille, l'ancienneté et l'intérêt de ses documents, sont considérées comme l'une des archives privées les plus importantes d'Europe.
La Fondation Maison de Medina Sidonia fut créée par la duchesse Luisa Isabel Álvarez de Toledo en 1990, et elle reçut la donation du palais et de son contenu, la Fondation ayant pour mission la préservation du patrimoine donné et sa divulgation.

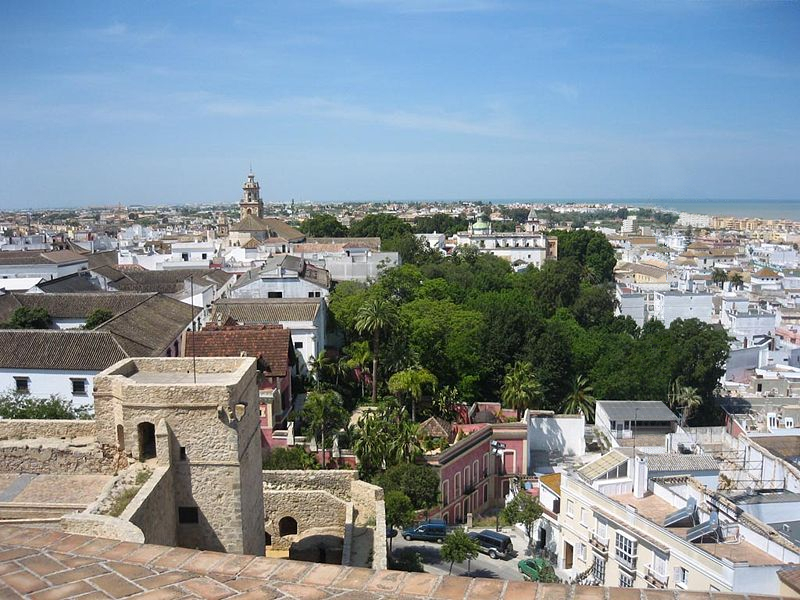
Vue partielle du Barrio Alto de Sanlúcar de Barrameda. Photographie prise depuis la Torre del Homenaje du château de Santiago.
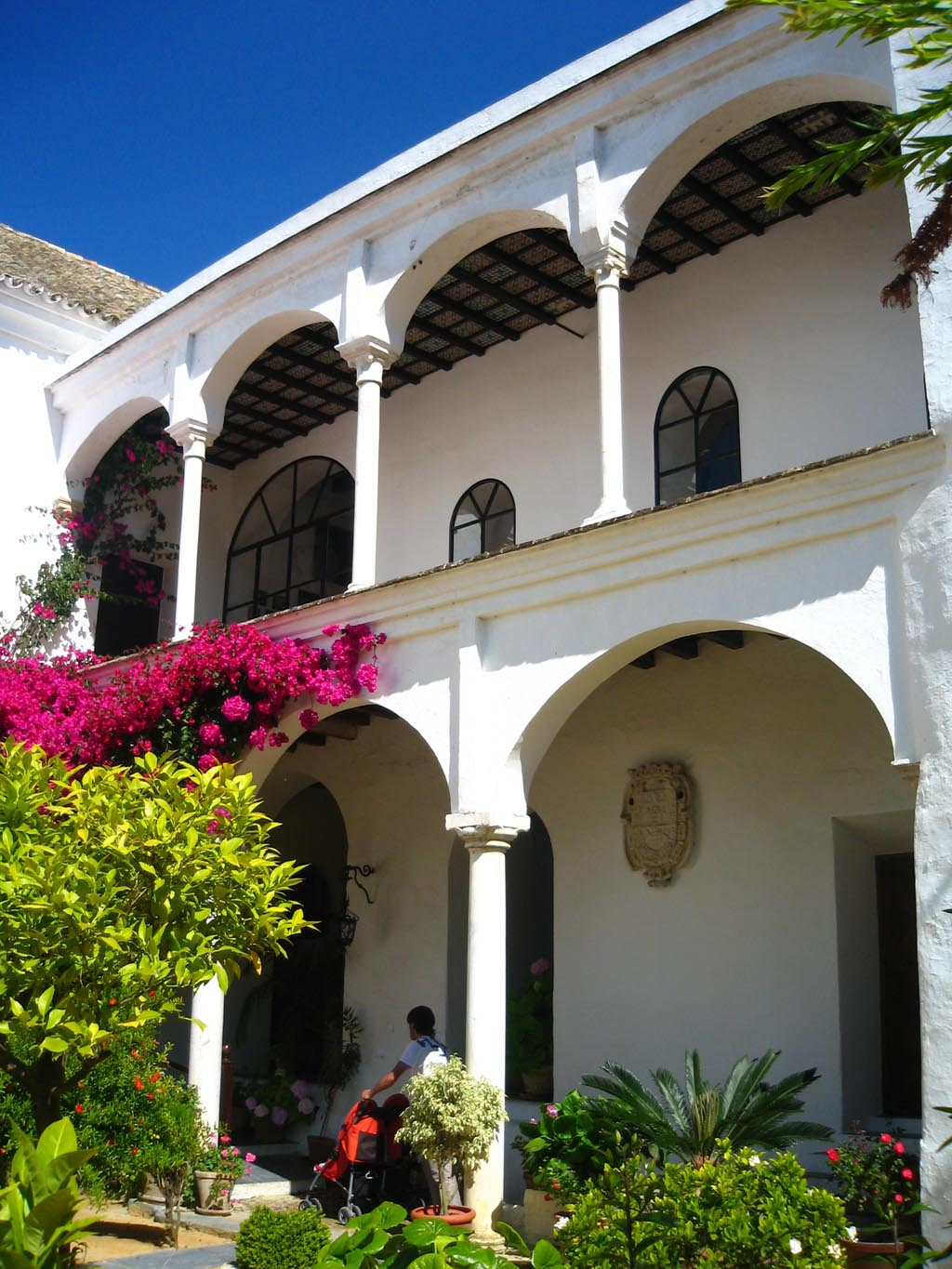
Vue intérieure du palais.